# Lorientschild

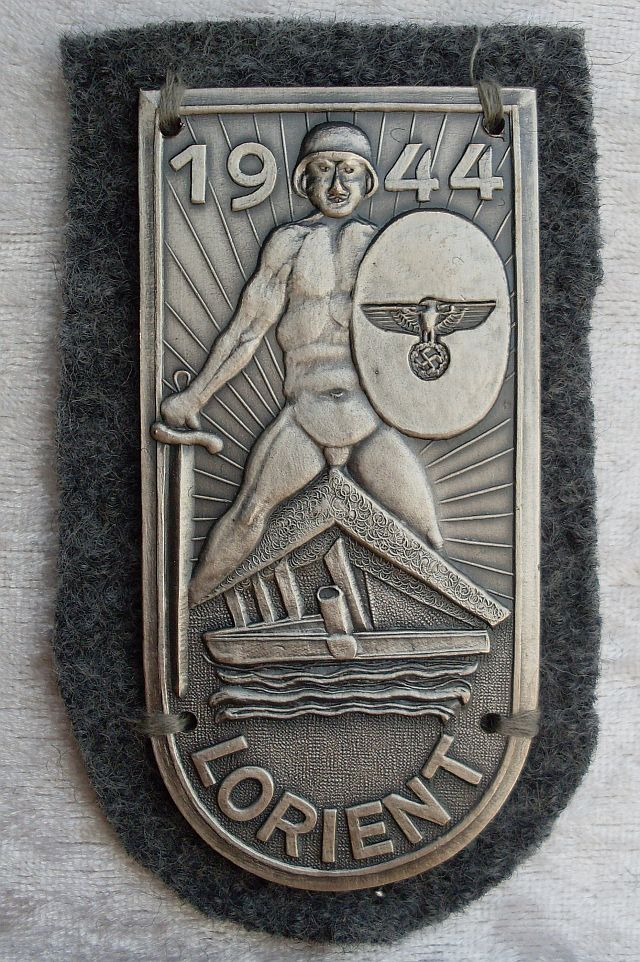
Eine Replik des Lorientschildes

Der Lorientschild war ein Traditionsabzeichen für Angehörige der deutschen Wehrmacht, das während des Zweiten Weltkriegs verliehen wurde.

## Hintergrund zur Schaffung dieser Auszeichnung
Lorient war bis Juni 1940 ein wichtiger französischer Flottenstützpunkt am Golf von Biscaya. Mit Einnahme des Stützpunktes im selbigen Monat durch deutsche Truppen (vgl. Westfeldzug), gewann der Ort in Folge immer mehr an strategischer Bedeutung für die deutsche Kriegsmarine. Dies betraf vor allem den U-Boot-Bau mit seinen Bunkerbauten auf der Halbinsel Kéroman.
Im August/September 1944, nach der Invasion der Alliierten in der Normandie, wurden der Hafen und die Stadt Lorient mit ca. 22.000 deutschen  Soldaten von amerikanischen und englischen Streitkräften vollständig eingeschlossen. Adolf Hitler erklärte daraufhin die Stadt zur Festung. Während der achtmonatigen Belagerung, die mit der Kapitulation der verbliebenen deutschen Kräfte am 10. Mai 1945 endete, entstand in einem kleinen Kreis des ansässigen Offizierskorps die Idee, sich ein gemeinsames „Erinnerungsabzeichen“ zu schaffen, welches an die Verteidigung der Festung Lorient erinnern sollte (Erinnerungsschild). Der Kommandant gab dazu schließlich sein Einverständnis.

## Entwurf
Der künstlerische Entwurf Lorientschildes geht auf den damaligen Leiter der schiffsbaulichen Werkstätten des U-Boot-Stützpunktes Marinebaurat K. Fehrenberg zurück und enthielt in seiner ursprünglichen Skizze kein Hoheitsabzeichen. Erst durch die Forderungen der Kommandantur wurde dies zusätzlich auf dem Schild aufgebracht.

## Aussehen und Herstellung des Abzeichens

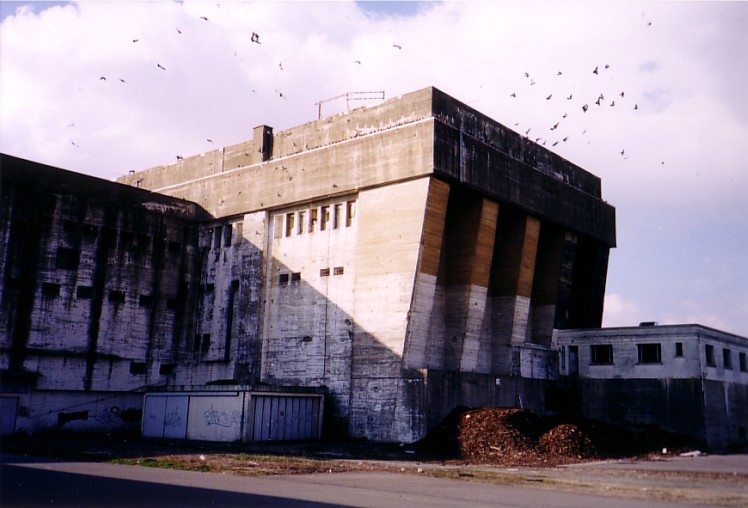
U-Boot-Bunker, der dem des Ärmelschildes sehr nahe kommt

Da keine Versorgung der Garnison zu Lande, aus der Luft oder zu Wasser möglich war, entschied man sich auf die vorhandenen Blechvorräte, u. a. aus Schrott, zurückzugreifen. Für die Fertigung verwendete man Kupfer, Messing, Aluminium und sogar Stahl. Höhere Offiziere erhielten eine verchromte Version aus Kupfer. Durch die Anwendung der unterschiedlichen Metalle entstanden in der Folge natürlich auch unterschiedliche Farbgebungen. Durch den Einsatz mehrerer „Pressstanzen“ und Vorlagen unterschied sich das Aussehen des Schildes von Maschine zu Maschine beträchtlich, so dass von einer einheitlichen Musterprägung nicht die Rede sein konnte.
Der Schild selber zeigt in seinem oberen Ende die Jahreszahl 1944 sowie an der unteren Seite den Schriftzug LORIENT. Mittig war ein nackter Wehrmachtssoldat mit einem aufgesetzten Stahlhelm stilisiert dargestellt worden, der in seiner rechten Hand ein Schwert und in seiner linken Hand ein Schild (Symbol der Verteidigung) hält. Auf diesem ist das Hoheitsabzeichen des Heeres abgebildet. Es gibt aber auch Varianten mit dem Hoheitsabzeichen der Luftwaffe. Die ungewöhnliche Idee, einen nackten Soldaten darzustellen, geht vermutlich auf die Idee des Schöpfers zurück, der mit dieser Symbolik das „nackte Überleben“ plastisch darstellen wollte. Beweise für diese Theorie fehlen. Andere Behauptungen sehen in dieser Darstellung den Ausfluss des nationalen Denkens jener Zeit (vgl. auch Herrenrasse), dass sich ein Germane mit „nichts auf der Haut“ den Gegner entgegenstellt. Hinter dem Symbol des Soldaten wurden die Strahlen der aufgehenden Sonne dargestellt, die als Symbol der Hoffnung angesehen werden. Letztendlich ist unter dem Soldaten noch ein U-Boot dargestellt, welches vor einem U-Boot-Bunker auf Wellen in Fahrt zu sehen ist.

## Inoffizielle Auszeichnung
Der Lorientschild ist kein Waffen- bzw. Kampfabzeichen der Wehrmacht, da weder seine Stiftung noch die Verleihung offiziell erfolgten. Der Lorientschild wurde deshalb auch nur als „Traditionsabzeichen“ angesehen. Mit der Eintragung in das Soldbuch entstand auch kein Anspruch auf offizielle Annahme des Schildes durch das Bundesministerium des Innern. Daher ist dieser Schild nicht in das Gesetz über Titel, Orden und Ehrenzeichen vom 26. Juli 1957 aufgenommen worden.

## Trageweise
Der Lorientschild wurde trotz seiner „Illegalität“, wie alle Ärmelschilde der Wehrmacht, zur Uniform am linken Oberarm getragen. Wäre er offiziell gestiftet worden, so hätte er auch zu allen Uniformen der Partei und des Staates getragen werden können.

## Verleihungszahlen
Genaue und verlässliche Verleihungszahlen, lassen sich nicht beziffern. Es wird davon ausgegangen, dass nachdem alle Blechvorräte im November 1944 aufgebraucht waren, ca. 10.000 – 12.000 Schilde gepresst wurden. Diese wurden dann zu Weihnachten 1944 an verdiente Soldaten der Besatzung ausgegeben. Somit erhielt in etwa jeder zweite der Garnison den Lorientschild.